# Apanteles masallensis
Apanteles masallensis är en stekelart som beskrevs av Abdinbekova 1969. Apanteles masallensis ingår i släktet Apanteles och familjen bracksteklar. Inga underarter finns listade i Catalogue of Life.